# Eparchie Ismayliah
Die Eparchie Ismayliah (lateinisch Eparchia Ismailiensis) ist eine Eparchie der mit der römisch-katholischen Kirche unierten koptisch-katholischen Kirche mit Sitz in Ismailia in Ägypten.

## Geschichte
Das koptische Patriarchat gründete die Eparchie am 17. Dezember 1982 aus Gebietsabtretungen der Eparchie Alexandria.

## Bischöfe von Ismayliah
- Athanasios Abadir (17. Dezember 1982 – 25. Mai 1992)
- Youhannes Ezzat Zakaria Badir (23. November 1992 – 23. Juni 1994, dann Bischof von Luxor)
- Makarios Tewfik (23. Juni 1994 – 29. Juni 2019)
- Daniel Lotfy Khella (29. Juni 2019 – 23. September 2022, dann Bischof von Assiut)
- Pola Ayoub Matta Usama Shafik Akhnoukh (seit 31. März 2023)

## Statistik
| Jahr | Bevölkerung | Bevölkerung | Bevölkerung | Priester     | Priester         | Priester       | Priester               | Ständige Diakone | Ordensleute  | Ordensleute      | Pfarreien |
| Jahr | Katholiken  | Einwohner   | %           | Gesamtanzahl | Diözesanpriester | Ordenspriester | Katholiken je Priester | Ständige Diakone | Ordensbrüder | Ordensschwestern |           |
| ---- | ----------- | ----------- | ----------- | ------------ | ---------------- | -------------- | ---------------------- | ---------------- | ------------ | ---------------- | --------- |
| 1990 | 5.000       | ?           | ?           | 6            | 6                |                | 833                    |                  |              | 7                | 9         |
| 1999 | 6.500       | ?           | ?           | 7            | 6                | 1              | 928                    |                  | 1            | 59               | 13        |
| 2000 | 6.500       | ?           | ?           | 7            | 6                | 1              | 928                    |                  | 1            | 63               | 13        |
| 2001 | 6.500       | ?           | ?           | 9            | 6                | 3              | 722                    | 1                | 3            | 61               | 13        |
| 2002 | 6.500       | ?           | ?           | 9            | 7                | 2              | 722                    | 1                | 4            | 62               | 12        |
| 2003 | 6.700       | ?           | ?           | 10           | 8                | 2              | 670                    |                  | 3            | 62               | 14        |
| 2004 | 6.700       | ?           | ?           | 10           | 8                | 2              | 670                    |                  | 3            | 65               | 14        |
| 2006 | 7.000       | ?           | ?           | 12           | 9                | 3              | 583                    | 1                | 3            | 68               | 14        |
| 2009 | 7.700       | ?           | ?           | 15           | 11               | 4              | 513                    | 2                | 4            | 61               | 15        |